# 克羅村 (阿拉斯加州)
克羅村（英語：Crow Village）是位於美國阿拉斯加州貝塞爾人口普查區的一個非建制地區。該地的面積和人口皆未知。

## 地理
克羅村的座標為61°34′15″N 159°47′00″W / 61.57083°N 159.78333°W，而該地的平均海拔高度為18米（即58英尺）。